# Amandelspijs

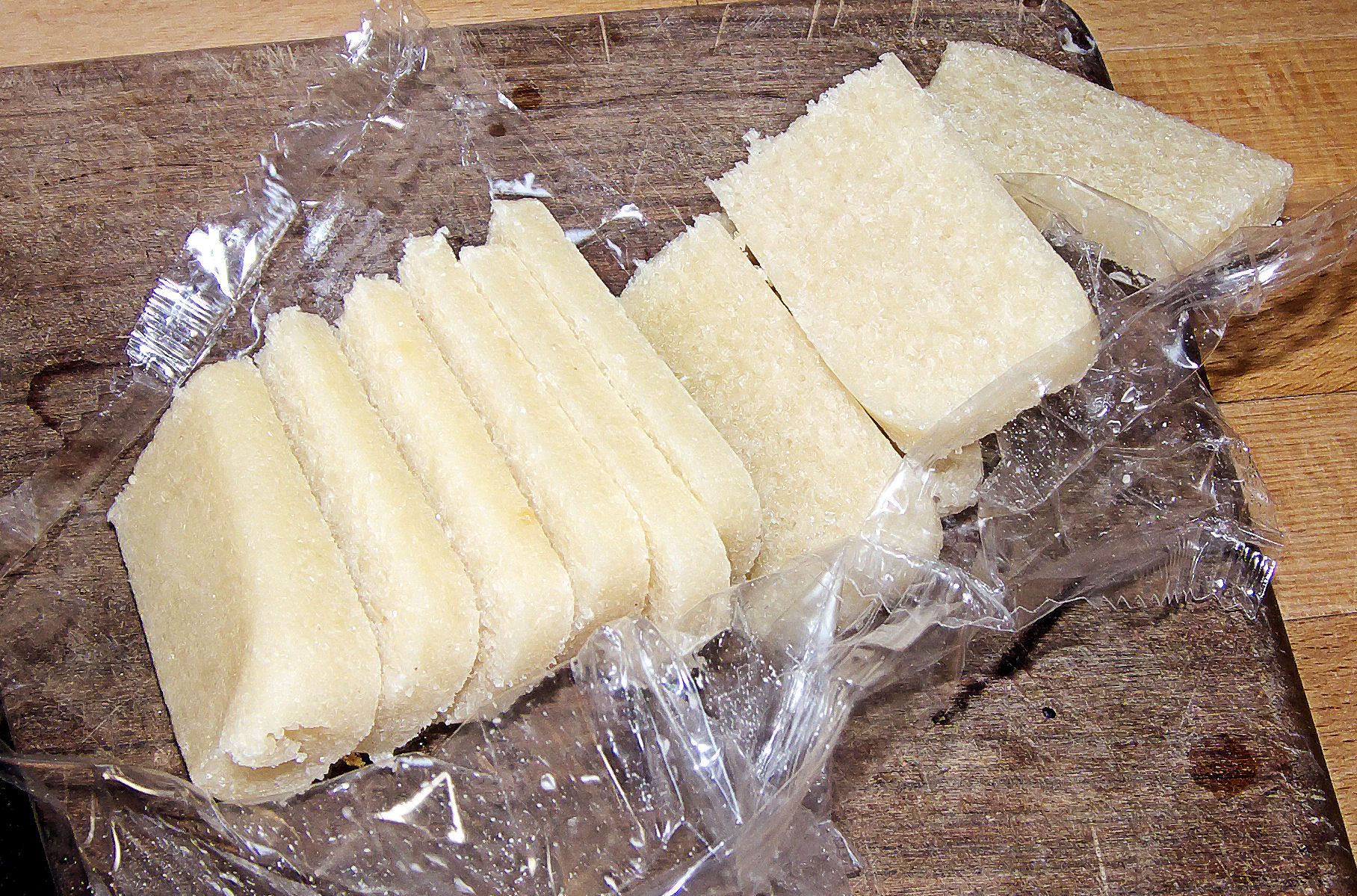
Amandelspijs

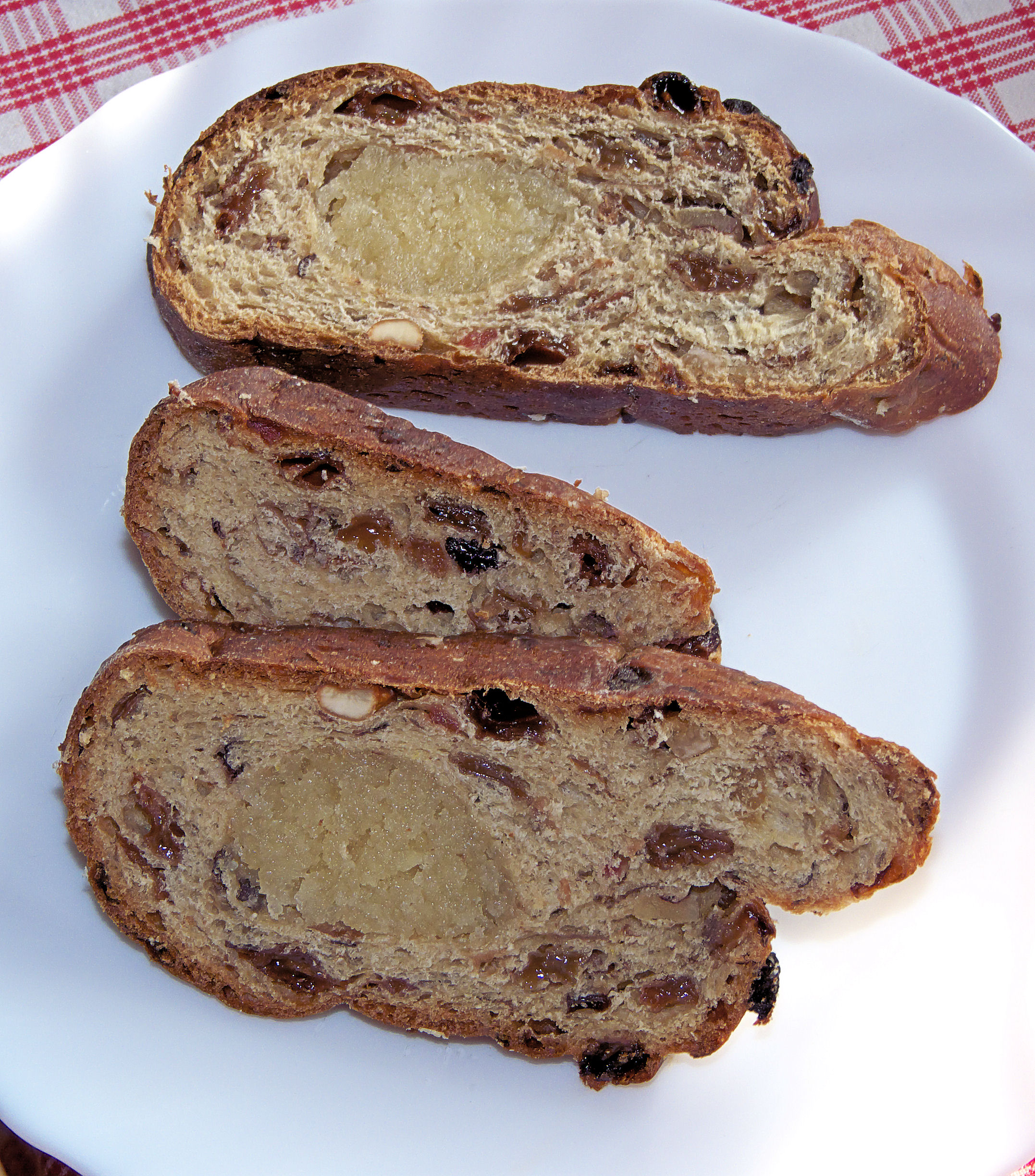
Kerststol met amandelspijs

Amandelspijs of spijs is een mengsel van amandelen en suiker en wordt gebruikt in bijvoorbeeld gevulde speculaas, boterletters en amandelbroodjes.
De amandelen variëren in kwaliteit afhankelijk van het herkomstgebied. Amandelen uit het Middellandse Zeegebied, zoals Italië en Spanje, zijn kwalitatief de beste, terwijl die uit Californië van een mindere kwaliteit zijn. De Californische amandelen smaken enigszins bitter.
Om de amandelen te kunnen ontvliezen worden ze geweekt in water van ± 80 graden, daarna is het vlies machinaal met van rubber rillen voorziene walsen te ontvliezen. De amandelen die na het weken zacht geworden zijn (zonder vlies) moeten gecontroleerd worden op resten van de harde pitwand en afwijkende pitten. Daarna worden ze eerst grof gewalst met direct de suiker eraan toegevoegd. Daarna wordt met een fijnere opening gewalst zodat de olie uit de pitten niet vrij komt. Wil men een heel fijne kwaliteit dan gebruikt men (eventueel ruwe) rietsuiker. Ook kan men nog citroenrasp (gekonfijt) of citroensap en rauwe eieren toevoegen. Conserveermiddelen zijn niet nodig als men schoon werkt. Water wordt alleen spaarzaam toegevoegd om het konfijtproces van het mengsel mogelijk te maken.
Amandelspijs is een dure grondstof om toe te passen. In gevulde koeken en ander goedkoop gebak, bijvoorbeeld de banketstaaf en de banketletter, wordt daarom in plaats van amandelspijs dikwijls zogenoemde banketbakkersspijs gebruikt, waarin de amandelen zijn vervangen door gemalen abrikozenpitten en witte bonen. Dit levert een aanzienlijk plakkeriger product op. Als men zetmeelvrije en goedkope banketspijs wil dan is het ook mogelijk om bittere perzikpitten na het ontvliezen te zoeten in overmaat water (3 dagen) zodat het blauwzuur wordt afgevoerd. Wel moet daarna het teveel aan water weer uit de gezoete pitten verdampen.